# Stade Mustapha Ben Jannet
Het Stade Mustapha Ben Jannet (Arabisch:ملعب مصطفى بن جنات) is een multifunctioneel stadion in de Tunesische stad Monastir. Het stadion wordt gebruikt door de voetbalclub uit die plaats, Union Sportive Monastir. In het stadion is plaats voor 20.000 toeschouwers. 

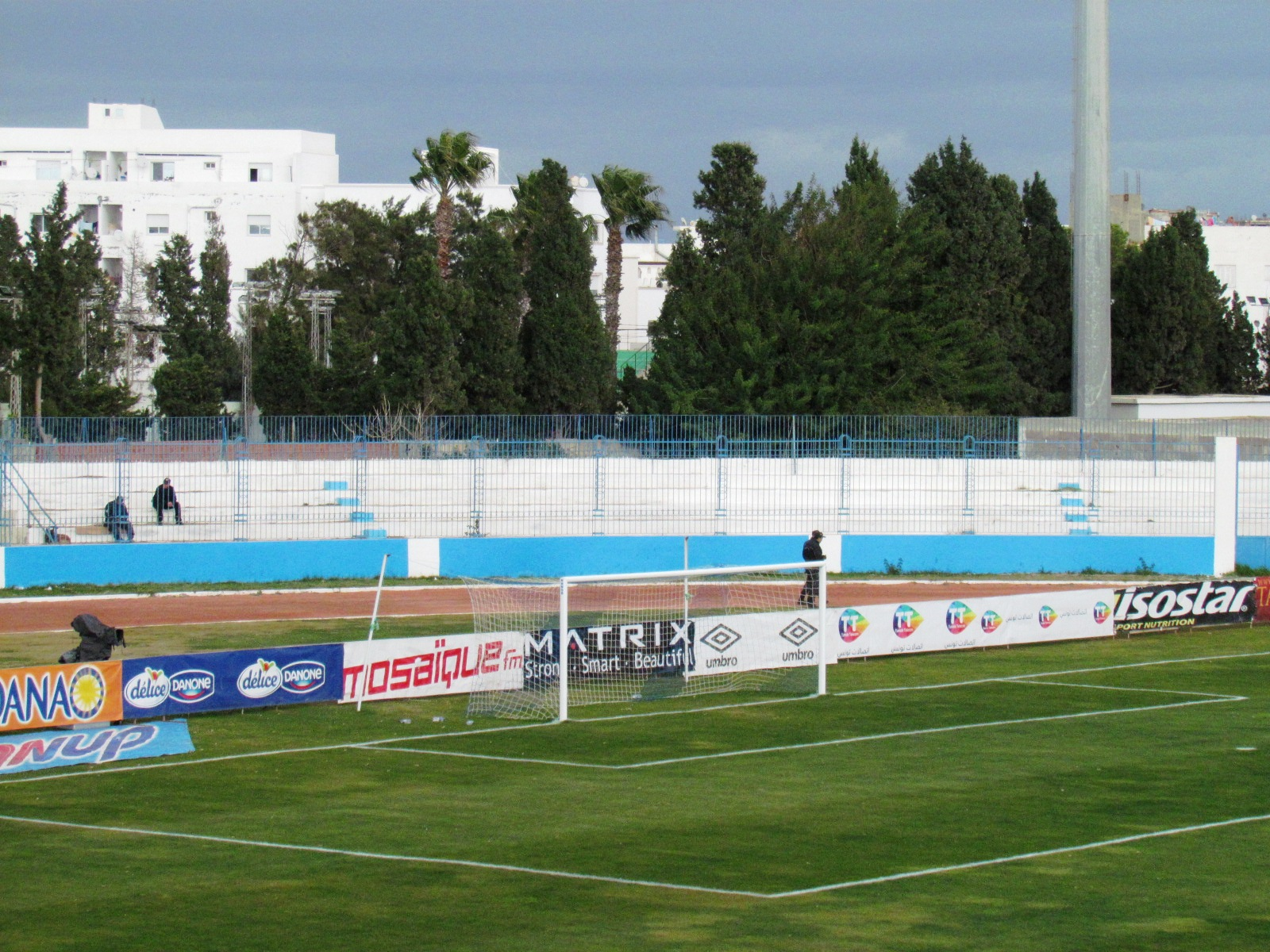
Stadion tribunes